# SGSN
SGSN (od ang. Serving GPRS Support Node) – węzeł obsługujący transmisję pakietową w architekturze systemów GSM i UMTS. Steruje ruchem pakietów, zabezpiecza dane za pomocą szyfrowania i autoryzacji dostępu. Obsługuje ponadto funkcje związane z mobilnością abonenta – obsługuje rejestrację stacji mobilnych, jak również przenoszenie połączeń między komórkami systemu GSM. Dodatkową funkcją jest też przekazywanie wiadomości SMS, MMS z i do kontrolerów stacji bazowych.